# Jakub Wąsik
Jakub Wąsik (ur. ok. 1904) – polski chłopiec, na początku I wojny światowej uznany najmłodszym żołnierzem armii.

## Życiorys
Urodził się około 1904 i pochodził z Bronowic Dużych. Na początku I wojny światowej był sierotą po tym, jak zmarła jego matka, a ojciec zginął w walkach. Podczas walk pod Krakowem w 1914 skrył się w lesie i tam został odnaleziony przez żołnierzy 28 batalionu C. K. Obrony Krajowej z Moraw. Został przez nich przygarnięty i odtąd towarzyszył im w działaniach, m.in. przebywając w rowach strzeleckich i biorąc udział w kilku bitwach. W kompanii otrzymał wojskowe ubranie i symbolicznie został mianowany kapralem. W styczniu 1915 w prasie krakowskiej został określony najmłodszym żołnierzem armii.